# Europa Apotheek Venlo
Europa Apotheek Venlo B.V. mit Sitz in Sevenum bei Venlo unweit der deutschen Grenze wurde im Jahr 2001 gegründet und bedient als Versandapotheke den Markt in Deutschland, Österreich und Frankreich, jedoch nicht den niederländischen Markt.

## Hintergrund
Die Versandapotheke ist TÜV-zertifiziert, außerdem ist die Europa Apotheek Venlo im Versandapothekenregister des DIMDI (Deutsches Institut für Medizinische Dokumentation und Information) registriert. Die Apotheke stellt eine große Vielfalt an Arzneimitteln und Gesundheitsprodukten zur Verfügung.
Bei verschreibungspflichtigen Medikamenten bot die Europa Apotheek Venlo einen Bonus, der mit der Zuzahlung verrechnet wurde. Dieser Bonus musste aufgrund eines BGH-Urteils eingestellt werden, nachdem dieser befunden hatte, dass sich ausländische Versandapotheken an die deutschen Preisvorschriften zu halten haben. Auf Grund abweichender Urteile des Bundessozialgerichts bestätigte der Gemeinsame Senat das Urteil des BGH.
Durch ein Urteil des Europäischen Gerichtshofes vom 19. Oktober 2016 wurde das Rabattverbot für ausländische Apotheken für rechtswidrig erklärt. Seitdem bietet die Apotheke wieder Rabatte auf rezeptpflichtige Medikamente an. Durch das 2020 eingeführte Gesetz zur Stärkung der Vor-Ort-Apotheken wurden diese wieder zurückgenommen.
Seit Mitte 2010 gehörte die Europa Apotheek Venlo zu 100 Prozent der Medco Health Solutions. dem führenden amerikanischen Unternehmen im Gesundheitsbereich.
Im Februar 2010 wurde das Unternehmen Shop Apotheke Europe in die Aktivitäten der niederländischen Versandapotheke integriert. Die Marke shop-apotheke.com wurde dabei erhalten.
In Kooperation mit der Drogeriemarktkette dm-drogerie markt bot die Europa Apotheek Venlo bis Ende 2012 einen Bestell- und Abholservice (sog. Apotheken Pick-up) in den Filialen des Drogeriemarkts an.
Im Dezember 2012 wurden die mehrheitlichen Anteile des Unternehmens durch einen Management-Buy-Out zurückgekauft.
2015 wurde Shop Apotheke Europe aus der Europa Apotheek Venlos ausgegliedert und an die Börse gebracht.
Im September 2017 übernahm die Shop-Apotheke die ehemalige Muttergesellschaft Europa Apotheek Venlo gegen Ausgabe neuer Aktien.
Im Juli 2019 wurde die Firmenwebsite ausgeschaltet und seitdem bietet die Europa Apotheek Venlo das gesamte Produkt- und Service-Angebot über die Webseite der Muttergesellschaft an.